# Leonid Samuilowitsch Leibenson
Leonid Samuilowitsch Leibenson (russisch Леонид Самуилович Лейбензон; * 14. Junijul. / 26. Juni 1879greg. in Charkow; † 15. März 1951 in Moskau) war ein russisch-sowjetischer Mathematiker, Physiker und Hochschullehrer.

## Leben
Leibenson, Sohn des Arztes Samuil Lwowitsch Leibenson und seiner Frau Sofja Jewsejewna Sterman, studierte an der Universität Moskau (MGU) in der Physikalisch-Mathematischen Fakultät mit Abschluss 1901. Darauf arbeitete er bei Nikolai Jegorowitsch Schukowski im Aerodynamischen Institut Kutschino in Balaschicha. Gleichzeitig studierte er an der Kaiserlichen Technischen Hochschule Moskau mit Abschluss 1906.
1906 begann Leibenson im Mechanik-Werk Tula zu arbeiten. 1908 wurde er zum Privatdozenten am Lehrstuhl für Angewandte Mathematik der MGU gewählt, worauf er nun dort lehrte. 1911 verließ er mit einer großen Gruppe von Professoren und Dozenten aus Protest die MGU, als der neue Bildungsministers Léon Casso bezüglich der Berufung von Professoren in die Autonomierechte der MGU eingriff (Affäre Casso).
Leibenson arbeitete nun im Kontor der Firma Bari und projektierte und baute Erdölspeicher und -leitungen unter der Leitung Wladimir Grigorjewitsch Schuchows. 1913 und 1914 arbeitete Leibenson als Privatdozent am Lehrstuhl für Experimentalphysik der Höheren Kurse für Frauen in Tiflis. Ab 1915 arbeitete er an der Kaiserlichen Universität Dorpat, wo er im selben Jahr mit Erfolg seine Dissertation über die Theorie trägerloser Decken für die Promotion zum Magister der Angewandten Mathematik verteidigte. 1916 wurde er Professor des Lehrstuhls für Angewandte Mathematik der Universität Dorpat. 1917 verteidigte er mit Erfolg seine Dissertation über Untersuchungen zur Mathematischen Physik für die Promotion zum Doktor der Angewandten Mathematik.
Nach der Oktoberrevolution und Beginn des Russischen Bürgerkriegs wurde Leibenson 1919 zum Professor der 1918 eröffneten Georgischen Universität in Tiflis gewählt. 1921 wurde er Professor und Dekan der Erdöl-Fakultät des 1920 entstandenen Polytechnischen Instituts Baku.
1922 kehrte Leibenson an die MGU zurück, an der er bis zu seinem Tode lehrte. Gleichzeitig war er Professor der Moskauer Bergakademie, bis sie 1930 in sechs Institute aufgespalten wurde. 1923 wurde auf sein Betreiben  an der MGU der Lehrstuhl für Elastizitätstheorie eingerichtet, den er dann leitete. 1925 organisierte er in Moskau das erste sowjetische Erdöl-Laboratorium. 1930 entwickelte er die Differentialgleichungen der Gasbewegung, die als Leibenson-Gleichungen bekannt wurden. Ab 1932 entwickelte er im Zentralen Aerohydrodynamischen Institut (ZAGI) die Methodik für die Berechnung der Festigkeit von Flugzeugen. 1933 wurde er zum Korrespondierenden Mitglied der Akademie der Wissenschaften der UdSSR (AN-SSSR, seit 1991 Russische Akademie der Wissenschaften (RAN)) gewählt. 1934 wurde er mit seiner Arbeit über die Anwendung der Methode der harmonischen Funktionen von W. Thomson bei der Frage der Stabilität der gepressten sphärischen elastischen Hüllen auch Doktor der technischen Wissenschaften. Im selben Jahr wurde er Direktor des Forschungsinstituts für Mathematik der MGU. 1936 wurde er Doktor der physikalisch-mathematischen Wissenschaften.
Zu Beginn des Großen Terrors wurde Leibenson am 10. Juli 1936 verhaftet und in eins der Moskauer Gefängnisse gebracht. Anfang Dezember 1936 sprach ihn das Moskauer Stadtgericht frei, und er wurde freigelassen. Am 17. Dezember 1936 wurde er wieder verhaftet, und am 28. Januar 1937 wurden er und seine Frau vom Sonderkollegium des Moskauer Stadtgerichts zu drei Jahren Verbannung in Kasachstan verurteiltl, Mit einem Gefangenentransport kamen sie am 23. April 1937 nach Alma-Ata, wo ihnen Aktjubinsk als Aufenthaltsort zugewiesen wurde. Sie konnten sich in der 100 km entfernten Kleinstadt Temir niederlassen. Leibenson unterrichtete in der Schule und verfasste wissenschaftliche Arbeiten. Seine Monografie über Variationsmethoden zur Berechnung von Elastizitätsproblemen mit Anwendung auf Biegung und Torsion von Flugzeugtragflächenprofilen wurde von Sergei Alexejewitsch Tschaplygin positiv begutachtet, der sich auch für Leibensons Freilassung einsetzte. Auf Einspruch der Staatsanwaltschaft im Mai 1939 wurde Leibenson durch Beschluss des Gerichtskollegiums für Strafsachen des Obersten Gerichts der UdSSR vom 8. April 1939 freigesprochen.
Im Juni 1939 kehrte Leibenson nach Moskau zurück und arbeitete als wissenschaftlicher Senior-Mitarbeiter im Institut für Geophysik der AN-SSSR. 1943 wurde er zum Vollmitglied der AN-SSSR gewählt. 1944 wurde er Abteilungsleiter des Instituts für Mechanik der AN-SSSR. 1945 kehrte er an die MGU zurück und leitete den Lehrstuhl für Hydromechanik.
Leibenson lieferte durch Einführung mathematischer Methoden wichtige Beiträge zur Gasdynamik und Fluiddynamik. Er begründete die Untertage-Hydraulik als Grundlage für die Erschließung von Erdöllagerstätten. Er entwickelte Methoden zur Untersuchung von Grenzschichten im Zusammenhang mit der Theorie der viskosen Flüssigkeiten. In der hydrodynamischen Theorie der Schmierung berücksichtigte er die Trägheitskräfte. Er entwickelte eine dynamische Theorie des Tiefpumpens. Er gab eine Lösung für das Problem der Öl- und Gasbewegung in Kanälen mit durchlässigen Wänden. Leibensons Arbeiten bildeten die Grundlage für die Entwicklung der Theorie der Filtration gashaltiger Flüssigkeiten.
Auf dem Gebiet der Geophysik entwickelte Leibenson mit den Methoden der Elastizitätstheorie eine Theorie der elastischen Geoid-Verformung durch Gezeitenkräfte. Er schlug eine Berechnung der Dicke des Erdmantels vor. Er entwickelte eine Theorie der Faltenbildung der Erdkruste. Als Erster schätzte er den Effekt der Inhomogenität der Erde auf die Größe des Härte-Werts der Erdkugel ab.
Pjotr Pawlowitsch Schumilow, Wsewolod Sergejewitsch Jablonski, Artemi Gawrilowitsch Serdi, Wadim Iwanowitsch Tschernikin und Semjon Michailowitsch Targ waren Schüler Leibensons.
Leibenson war seit 1920 verheiratet mit der Kinderärztin Sofija Andrejewna geborene Wetuchowa (1899–1971). Ihre Tochter Tatjana Leonidowna Kandelaki (1921–1987) war Linguistin.
Seit 1995 gibt es das Leibenson-Stipendium für Studenten der Gubkin-Universität für Erdöl und Gas.

## Ehrungen
- Stalinpreis I. Klasse (1943 für die 1942 veröffentlichten Vorlesungen zur Elastizitätstheorie und zur Bewegung gashaltigen Erdöls in porigen Medien)[3]
- Orden des Roten Banners der Arbeit (1944)
- Medaille „Für heldenmütige Arbeit im Großen Vaterländischen Krieg 1941–1945“ (1945)[3]
- Leninorden (1945, 1949)[3]